# 晏子風
晏子風（1903年—1995年11月），號敬之。湖北沔陽晏家台人。黃埔軍校高等教育班第五期、陸軍大學特別班第六期畢業。

## 生平
黃埔軍校高等教育班第五期、陸軍大學特別班第六期畢業。1927年在國民革命軍第十五軍十團二營八連當排長。1945年2月任國民革命軍第一百軍軍長。1946年6月調任國民革命軍第九十六軍第十二師師長。1948年5月任整編第二師師長下轄第二一一旅、整編第二一三旅，同年9月24日濟南戰役同王耀武等人被俘。中共建政後任南京市人民政府參事室參事、江蘇省政協委員。1995年11月逝世。